# Peugeot 607
Peugeot 607 är en bilmodell av typ större sedan som introducerades 2000. Den ersatte då den föråldrade 605-modellen som härstammade från 1980-talet (år 1989). 607 innehåller delvis samma tekniska lösningar som 605. Designen lånade tydliga drag av den betydligt mindre, då nyligen introducerade 206. År 2004 fick 607 en mindre ansiktslyftning; huvudsakligen en kosmetisk sådan. Fem motorer erbjuds idag[när?], med fyra eller sex cylindrar, varav tre är dieseldrivna. 
Fram till 2006 var 607 Frankrikes president Jacques Chiracs direktionsbil, men byttes då ut mot Citroën C6. Denna modell bygger för övrigt på en del teknik från 607. 